# Club Universidad Técnica de Cajamarca
El Club Universidad Técnica de Cajamarca, más conocido como Universidad Técnica de Cajamarca o simplemente UTC, es un club de fútbol profesional de la ciudad peruana de Cajamarca, en el departamento homónimo. Fue fundado el 14 de julio de 1964, y jugó por primera vez en la Primera División del Perú en 1982, donde actualmente participa ininterrumpidamente desde el año 2013. 
Sus años en el fútbol profesional peruano lo hicieron ganarse la simpatía de la afición cajamarquina, motivo por lo que se le considera el equipo de mayor tradición y arraigo popular de la ciudad de Cajamarca.
En la tabla histórica del fútbol peruano se ubica en el puesto 15° tras una regular campaña durante 12 temporadas que estuvo en Primera, la mejor campaña en primera fue en el año 1985, logrando así su histórica clasificación a la Copa Libertadores 1986.

## Historia

### Fundación
En el año 1964, Universidad Técnica de Cajamarca (actualmente Universidad Nacional de Cajamarca) inicia su vida Institucional con ella surgen ideas renovadoras y reivindicatorias para Cajamarca, en el aspecto social, cultural y deportivo. En este último el panorama era negativo especialmente en la disciplina de fútbol, los representativos cajamarquinos eran humillados con sendas derrotas por elencos de ciudades más pequeñas como San Pedro y Guadalupe. Ante esta triste realidad y con el ansia de reivindicar al fútbol cajamarquino, surge la idea de formar un Club Deportivo. Así trabajadores administrativos, docentes y alumnos contagiados con la idea y el entusiasmo, deciden poner en marcha la brillante idea de organizar un club deportivo que milite en la
Liga Distrital de Fútbol.

### Era Amateur
Empieza su vida Institucional con el apoyo de la Universidad Técnica de Cajamarca (hoy Universidad Nacional de Cajamarca) por intermedio de su Departamento de Educación Física cuyo jefe era el profesor Osías Palomino Bazán, en cuyo departamento laboraron los dos primeros entrenadores que tuvo UTC. Profesor Godofredo Torres Santillas 1964-1965 y profesor Emeterio Vera Araujo 1966-1967.
Fueron los primeros años de lucha para doblegar a sus rivales tradicionales de la ciudad de Cajamarca tales como Deportivo Normal, Alianza Cajamarca, José Gálvez, San Sebastián, Deportivo Agronomía, etc, hasta que en 1970 se corona por primera vez Campeón de la Liga Distrital de Fútbol, título que toda su vida institucional acaricia año tras año; posteriormente obtiene los campeonatos Provincial, Departamental y Regional.

### Subcampeón Nacional y clasificación a la Copa Libertadores

#### Campaña en la Copa Libertadores
| Equipo                           | Pts | PJ | PG | PE | PP | GF | GC | DG |
| -------------------------------- | --- | -- | -- | -- | -- | -- | -- | -- |
| Bolívar                          | 9   | 6  | 4  | 1  | 1  | 12 | 7  | +5 |
| Jorge Wilstermann                | 6   | 6  | 3  | 0  | 3  | 11 | 8  | +3 |
| Universitario                    | 6   | 6  | 3  | 0  | 3  | 9  | 11 | -2 |
| Universidad Técnica de Cajamarca | 3   | 6  | 1  | 1  | 4  | 7  | 13 | -6 |

| Fecha               | Lugar      | Local             | Resultado | Visitante         |
| ------------------- | ---------- | ----------------- | --------- | ----------------- |
| 27 de abril de 1986 | Lima       | Universitario     | 2–0       | UTC               |
| 27 de abril de 1986 | La Paz     | Bolívar           | 2–0       | Jorge Wilstermann |
| 10 de mayo de 1986  | Cochabamba | Jorge Wilstermann | 4–0       | Universitario     |
| 11 de mayo de 1986  | La Paz     | Bolívar           | 2–1       | UTC               |
| 13 de mayo de 1986  | La Paz     | Bolívar           | 4–0       | Universitario     |
| 14 de mayo de 1986  | Cochabamba | Jorge Wilstermann | 2–0       | UTC               |
| 18 de mayo de 1986  | Cochabamba | Jorge Wilstermann | 1–2       | Bolívar           |
| 18 de mayo de 1986  | Cajamarca  | UTC               | 1–3       | Universitario     |
| 21 de mayo de 1986  | Lima       | Universitario     | 3–0       | Bolívar           |
| 24 de mayo de 1986  | Cajamarca  | UTC               | 2–2       | Bolívar           |
| 25 de mayo de 1986  | Lima       | Universitario     | 1–2       | Jorge Wilstermann |
| 28 de mayo de 1986  | Cajamarca  | UTC               | 3–2       | Jorge Wilstermann |

### Campañas en Copa Perú

Plantilla de UTC en 1986.

Luego de algunas temporadas, en donde aparecieron grandes jugadores cajamarquinos como Eduardo Lalo Sagastegui, Oscar Alcantara, Luis Alcantara, Edson Domínguez, El brillante atacante César La Torre, el Portero Jhonny Aguilar y con la participación de excelentes jugadores como Carlos Wright Miranda, Carlos "Pocho" Valdez, Adrián Torres, el "negrito" Canthy Távara, y otros grandes perdería la categoría en el Campeonato Descentralizado 1993, regresando a la Copa Perú. A inicios del 2006 retornaría bajo concurso público a la nueva Segunda división peruana. En esa categoría participó durante tres años consecutivos descendiendo en la temporada 2008.
En la Copa Perú 2009 inició su participación en la Etapa Regional siendo eliminado en esta fase y en 2010 no pudo participar de la Liga Superior de Cajamarca por deudas. Al año siguiente llegó hasta la Etapa Nacional de la Copa Perú 2011 donde fue eliminado en cuartos de final por Los Caimanes.

### Retorno a la Primera División después de 20 años
En la temporada 2012, Universidad Técnica de Cajamarca inicia desde la Etapa Regional, gracias a su gran campaña anterior, donde eliminó a rivales como Carlos A. Mannucci y Alianza Cutervo.
Luego, en la Etapa Nacional, eliminaría en octavos de final al Académicos Alfred Nobel, goleándolo por 5:1 en Cajamarca y perdiendo 3:0 en Tumbes. En la siguiente etapa, enfrentó al Sporting Pizarro, empatando 0:0 en Tumbes y goleándolo 4:0. UTC iba a clasificar a semifinales, sin embargo un fallo de la Comisión de Justicia de la ADFP falló a favor de Alfred Nobel y dictaminó que se juegue un partido extra en Trujillo, donde el ganador clasificaría a las semifinales. En Trujillo, UTC venció 2:1 al Alfred Nobel y logró pasar a la siguiente instancia. En semifinales, humilló 7:0 en Cajamarca al Alianza Cristiana, y gracias al 0:0 obtenido en Iquitos, llegó a la final de la Copa Perú.
Llegada la final, UTC venció en Cajamarca por 2:0 al Alfonso Ugarte de Puno, y aunque perdió 3:2 en Puno (luego de ir ganando 0:2), logró ganar la Copa Perú y regresar a la Primera División después de 20 años.

### Época de Transición (2013-2016)
En su regreso al fútbol profesional, el gavilán hizo una buena campaña, terminando el campeonato en la posición 6°, clasificando así a un certamen internacional tras 28 años de ausencia.
El 20 de agosto de 2014, enfrentó al Deportivo Cali por la Copa Sudamericana, partido que terminó en empate a cero. En la vuelta, 8 días después, perdería 3 a 0 eliminándose rápidamente de la competición. En cuanto al campeonato de ese año terminó en el puesto 13° a un punto de la zona de descenso. Esto producto de 8 victorias, 9 empates y 13 derrotas.
Los años 2015 y 
2016, nuevamente, lucharon más por no descender que por un cupo a un torneo internacional.

### Renacimiento (2017)
En el 2017 "el gavilán" buscaba salir de ese bucle de pelear el descenso y contrató al DT Franco Navarro.
A pesar de tener un plantel corto, UTC mostró buen juego y terminó clasificando a la final del Torneo de Verano por un cupo a la fase previa de la Copa Libertadores aunque no conseguiría llevarse el título ya que Melgar lo derrotaría en una dramática definición de penales.
En el Apertura también estuvo entre lo más alto y ocupó el tercer puesto, quedándose a solo 4 puntos de un cupo a la segunda fase de la Libertadores.
Todo lo contrario se mostró en el Clausura; donde el equipo se quedó en la mitad de la tabla, lamentablemente terminó la temporada en la 5° plaza igualando en puntaje y en diferencia de goles con Universitario pero con menos goles a favor, clasificando así a la Copa Sudamericana y la "U" a la Copa Libertadores.

### Antes de Pandemia (2018-2019)
A pesar de hacer una buena campaña, UTC se vería con un fuerte Sporting Cristal que dominó el Torneo de Verano y el Apertura.
En el Torneo Clausura se vino en bajada finalizando en el 14°.
Al igual que en el año 2017 lo realizado en los dos primeros torneos le permitieron volver a clasificar a la Copa Sudamericana.
A la par, en la Copa Sudamericana 2018 se fue con más pena que gloria. La ida se jugó en el Miguel Grau del Callao, ya que el Estadio Héroes de San Ramón no estaba en condiciones. Pese a eso logró una buena victoria y le marcaría 2 goles a su rival Rampla Juniors, sin embargo en la vuelta el equipo sufrió un humillante 4 a 0 en contra (2 goles por cada tiempo) quedando eliminado de la competición de manera escandalosa.
El 17 de diciembre de 2018 se realizó el sorteo de la Copa Sudamericana 2019, en donde le tocó el Cerro de Uruguay. El 3 de Abril, UTC el partido de ida en el Estadio Mansiche de Trujillo, luego el 30 de abril Cerro ganó la eliminatoria con un 4-2 global en el Estadio Luis Franzini.
Volviendo al ámbito local disputó directamente el Torneo Apertura 2019 ya que el torneo de verano no duró mucho y hubieron mucho cambios en el futbol peruano, su actuación en el Apertura fue decente, terminó 8vo en la tabla con 25 puntos, en el cual terminó ganandolo Binacional, su rendimiento en el Torneo Clausura 2019 bajó relativamente, ya que terminó en el puesto 16, como dato curioso, su Estadio Héroes de San Ramón volvió a ser utilizado para este torneo después de una remodelación, terminó salvándose del descenso en el acumulado por 3 puntos, lo más alto que pudo estar el club en el acumulado fue en el 6to puesto.
En la Copa Bicentenario 2019 hizo un buen papel en su grupo, le tocó el grupo B, con Sport Boys y Comerciantes Unidos, ganó sus dos partidos por la mínima, clasificándose con el cuadro chalaco, en los octavos de final se enfrentó al Atlético Grau de Piura, el partido terminó 2-2, antes perdiéndolo 2-0, en los penales llegaron a la Muerte súbita en donde Jonathan Segura falló el 7mo penal para los Cajamarquinos, llegando hasta los Octavos.

### En la Pandemia (2020)
Continuará...

## Uniforme
- Uniforme titular: Camiseta crema, pantalón crema y medias cremas.
- Uniforme alternativo: Camiseta negra, pantalón negro y medias negras.

### Titular
| 1964-199? | años 1990 | 199?-2009 | 2010 | 2011 | 2011 | 2012 | 2013 | 2013 Especial | 2014 |  |

| 2015 | 2016 | 2017 | 2018 | 2019 | 2020 | 2020 | 2021 | 2022 | 2023 |  |

| 2024 | 2025 |  |

### Alternativo
| 1964-199? | años 1990 | 199?-2009 | 2010 | 2011 | 2012 | 2013 | 2013 Especial | 2014 | 2015 |  |

| 2016 | 2017 | 2018 | 2019 | 2020 | 2020 | 2021 | 2022 | 2023 | 2024 |  |

| 2025 |

### Tercero
| 2013 | 2015 | 2015 | 2015 | 2018 | 2019 | 2021 | 2023 (59 aniversario) | 2024 (60 aniversario) | 2025 (61 aniversario) |

### Indumentaria y patrocinador
Indumentaria
| Periodo               | Proveedor           |
| --------------------- | ------------------- |
| 1987 - 1988           | Power               |
| 1989                  | Diadora             |
| 1991                  | Penalty             |
| 1992 - 1993           | Polmer              |
| 1999                  | Confecciones Chávez |
| 2011 - 2012           | Real                |
| 2013 - 2014           | Convert             |
| 2015 - 2016           | Triathlon           |
| 2017                  | Real                |
| 2018 - 2019           | Convert             |
| 2020 (enero - agosto) | Loma's              |
| (agosto - 2021)       | Real                |
| 2022                  | Amida               |
| 2023 -2024            | Lotto               |
| 2025                  | Astro               |

Patrocinador
| Periodo     | Patrocinador              |
| ----------- | ------------------------- |
| 1982 - 1986 | Confecciones Andinas      |
| 2010 - 2011 | Grupo JoaKín              |
| 2012 - 2016 | Universidad Alas Peruanas |
| 2017        | }                         |

## Estadio

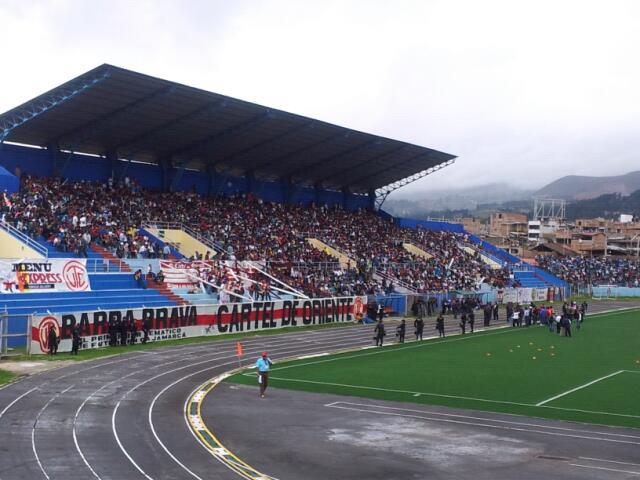
Estadio Héroes de San Ramón.

El Estadio Héroes de San Ramón es un estadio de fútbol, antiguamente conocido como "El canchón", luego con el pasar de los años tomó el nombre de Estadio Cajamarca, ubicado en la ciudad de Cajamarca, en la zona de los Andes del norte, en el Perú.
El nombre proviene de la batalla de San Pablo, donde 3 estudiantes del colegio San Ramón de Cajamarca ofrecieron sus vidas en nombre de su patria, durante la Guerra del Pacífico, en que el ejército peruano venció al chileno.
Este estadio cuenta con capacidad para 18.000 espectadores, es administrado por el Instituto Peruano del Deporte, con apoyo del departamento de Cajamarca.
Sin embargo por no contar ahora con los permisos de la comisión de estadios de la ADFP la directiva decidió que la temporada 2018 jugara en el Estadio Germán Contreras Jara de la ciudad de Cajabamba.

## Datos del club
- Puesto histórico Perú: 15.º[10]
- Temporadas en Primera División: 25 (1982-1993; 2013-presente).[11]
- Temporadas en Segunda División: 3 (2006-2008).
- Mayor goleada conseguida:
  - En campeonatos nacionales de local:
    - UTC 5:0 Atlético Torino (15 de julio de 1984)
    - UTC 5:0 Hungaritos Agustinos (31 de enero de 1988)
    - UTC 5:0 Hungaritos Agustinos (3 de julio de 1988)
    - UTC 5:0 Universidad San Martín (19 de agosto de 2016)

  - En campeonatos nacionales de visita: Universitario 1:6 UTC (10 de noviembre de 2020).[12][13][14]
  - En campeonatos amateurs de local: UTC 7:0 Alianza Cristiana (28 de noviembre del 2012)[15]
  - En campeonatos internacionales de local: UTC 2:0  Rampla Juniors (13 de febrero de 2018).[16][17]
  - En campeonatos internacionales de visita: Ninguno
- Mayor goleada recibida:
  - En campeonatos nacionales de local:
    - UTC 2:6 Melgar (2024)
    - UTC 2:5 Melgar (1993)
    - UTC 1:4 León de Huánuco (11 de julio de 1992)
    - UTC 0:3 Cienciano (1993)

  - En campeonatos nacionales de visita:
    - Sport Boys 8:2 UTC (1 de noviembre de 1992)
    - Sport Boys 7:1 UTC (1993)
    - Universidad César Vallejo 6:0 UTC (11 de noviembre de 2007)
    - Universidad San Martín 6:0 UTC (18 de octubre de 2016)
    - Universitario 6:0 UTC (27 de abril de 2025)

  - En campeonatos nacionales cancha neutral: Sporting Cristal 10:1 UTC (4 de julio de 1993)
  - En campeonatos internacionales de local: UTC 1:3  Universitario (18 de mayo de 1986).
  - En campeonatos internacionales de visita:  Rampla Juniors 4:0 UTC (8 de marzo de 2018),  Sport Huancayo 4:0 UTC (7 de abril de 2021).
- Mejor puesto en la liga: 2.º.
- Peor puesto en la liga: 16.º.

### Participaciones internacionales
| Torneo                           | Ediciones               |
| -------------------------------- | ----------------------- |
| Copa Libertadores de América (1) | 1986.                   |
| Copa Sudamericana (4)            | 2014, 2018, 2019, 2021. |

### Por competición
| Torneo                       | Temp. | PJ | PG | PE | PP | GF | GC | Dif. | Pts. | Mejor desempeño |
| ---------------------------- | ----- | -- | -- | -- | -- | -- | -- | ---- | ---- | --------------- |
| Copa Libertadores de América | 1     | 6  | 1  | 1  | 4  | 7  | 13 | -6   | 3    | Fase de grupos  |
| Copa Sudamericana            | 4     | 8  | 1  | 2  | 5  | 4  | 16 | -12  | 5    | Primera fase    |
| Total                        | 5     | 14 | 2  | 3  | 9  | 11 | 29 | -18  | 8    | —               |

## Jugadores

### Altas y bajas 2024
| Altas              |                |                           |
| Futbolista         | Posición       | Procedencia               |
| Jimmy Valoyes      | Defensa        | Sport Huancayo            |
| Diego Mondino      | Defensa        | Argentino Agropecuario    |
| Víctor Perlaza     | Delantero      | ADT de Tarma              |
| Jarlín Quintero    | Delantero      | Deportivo Llacuabamba     |
| Tiago Cantoro      | Delantero      | Universitario de Deportes |
| Kevin Ruiz         | Delantero      | Carlos A. Mannucci        |
| Carlos Fernández   | Delantero      | Deportivo Garcilaso       |
| Mario Otazú        | Delantero      | Tacuary F. C.             |
| José Cuero         | Delantero      | Deportivo Garcilaso       |
| Jefferson Portales | Defensa        | Cienciano                 |
| Cristian Ojeda     | Centrocampista | C. A. Sarmiento (Junín)   |
| Jonathan Segura    | Defensa        | Agente libre              |
| Neil Marcos        | Centrocampista | Juan Aurich               |

| Bajas              |                |                               |
| Futbolista         | Posición       | Destino                       |
| Oscar Belinetz     | Delantero      | Alvarado                      |
| Gaspar Gentile     | Delantero      | Deportivo Garcilaso           |
| John Fajardo       | Defensa        | Agente libre                  |
| Rely Fernández     | Delantero      | Cusco F. C.                   |
| Carlo Diez         | Centrocampista | Deportivo Garcilaso           |
| Facundo Peraza     | Delantero      | Al Urooba                     |
| Gianmarco Gambetta | Defensa        | Agente libre                  |
| Matías Abisab      | Centrocampista | Deportes Temuco               |
| Luis Trujillo      | Defensa        | Unión Comercio                |
| Erinson Ramírez    | Centrocampista | Deportivo Garcilaso           |
| Erick Canales      | Defensa        | Deportivo Garcilaso           |
| Juan Cruz Randazzo | Defensa        | Mushuc Runa S. C.             |
| João Ortiz         | Defensa        | Agente libre                  |
| Diego Mondino      | Defensa        | Gimnasia y Esgrima de Mendoza |
| Jimmy Valoyes      | Defensa        | Cienciano                     |
| Adrián Gutiérrez   | Defensa        | Agente libre                  |

## Jugador mundialista
- José Carvallo, como tercer arquero de la Selección Peruana en la Copa Mundial Rusia 2018

## Entrenadores
| Nombre                   | Período     |
| ------------------------ | ----------- |
| José Salas Jáuregui      | 1981 - 1982 |
| Ronald Amoretti          | 1983        |
| Pedro Cruz Navarrete     | 1985 - 1986 |
| José Salas Jáuregui      | 1986        |
| Gustavo Merino           | 1986 - 1987 |
| José Salas Jáuregui      | 1987        |
| Rafael Castañeda         | 1987 - 1988 |
| Ronald Amoretti          | 1988        |
| José Salas Jáuregui      | 1988        |
| Roberto Chale            | 1992        |
| José Salas Jáuregui      | 1993        |
| Rafael Castañeda         | 1993        |
| Raúl Vallejos            | 1993 - 1994 |
| José Salas Jáuregui      | 1995 - 1996 |
| Julio Goycochea          | 1997        |
| Segundo Cruz             | 1997        |
| Julio Goycochea          | 1998        |
| Rufino Bernales          | 1999        |
| Alberto Chia Lee         | 2000        |
| Benjamín Rodríguez       | 2001        |
| José Ramírez Cubas       | 2003        |
| Segundo Cruz             | 2004        |
| Rafael Castañeda         | 2005        |
| Mario Palacios           | 2005        |
| José Salas Jáuregui      | 2005        |
| José Ramírez Cubas       | 2006        |
| Rafael Castañeda         | 2006        |
| Juan Sánchez             | 2006        |
| Juan Carlos Cabanillas   | 2006        |
| Moisés Barack            | 2007        |
| Moisés Vargas            | 2007        |
| Eddy Oyarzábal           | 2008        |
| Horacio Ballesteros      | 2008        |
| Gustavo Merino           | 2009        |
| Julio Goycochea          | 2009        |
| Héctor Chumpitaz Dulanto | 2010 - 2011 |
| César Gonzales           | 2011 - 2012 |
| Rafael Castillo Lazón    | 2012 - 2013 |
| Carlos Galván            | 2014        |
| José Eugenio Hernández   | 2014 - 2015 |
| John Jairo Escobar       | 2015        |
| Ricardo Martínez         | 2015        |
| José Salas Jáuregui      | 2015        |
| Edwin Arévalo            | 2015        |
| Javier Arce              | 2015        |
| Rafael Castillo          | 2015 - 2016 |
| Franco Navarro           | 2016 - 2019 |
| Gerardo Ameli            | 2019        |
| Franco Navarro           | 2020        |
| Pablo Garabello          | 2021        |
| Mario Viera              | 2021        |
| Franco Navarro           | 2022        |
| Marcelo Grioni           | 2022 - 2023 |
| José Infante             | 2023        |
| Francisco Pizarro        | 2023        |
| Carlos Ramacciotti       | 2023 - 2024 |
| Hernán Darío Gómez       | 2024 - 2025 |
| Mauro Reyes              | 2025 -      |

## Palmarés

### Torneos nacionales
| Competición nacional            | Títulos     | Subcampeonatos |
| ------------------------------- | ----------- | -------------- |
| Primera División del Perú (0/1) |             | 1985.          |
| Torneo de Verano (0/1)          |             | 2017.          |
| Copa Perú (2/1)                 | 1981, 2012. | 1996.          |

### Torneos regionales
| Competición regional                   | Títulos                                                                       | Subcampeonatos |
| -------------------------------------- | ----------------------------------------------------------------------------- | -------------- |
| Campeonato Regional - Zona Norte (1/0) | 1986.                                                                         |                |
| Etapa Regional - Región I, II (9/1)    | 1977, 1978, 1979, 1995, 1996, 1998, 2005, 2011, 2012.                         | 2003.          |
| Liga Departamental de Cajamarca (13/2) | 1971, 1972, 1973, 1974, 1979, 1995, 1996, 1997, 1998, 2001, 2002, 2003, 2011. | 2004, 2005.    |
| Liga Superior de Cajamarca (1/0)       | 2011.                                                                         |                |
| Liga Provincial de Cajamarca (4/0)     | 1971, 2001, 2002, 2003.                                                       |                |
| Liga Distrital de Cajamarca (2/0)      | 1970, 2001.                                                                   |                |